# Jenny Åkervall
Jenny Åkervall, (Gotemburgo, 22 de diciembre de 1972 ) es una jugadora de squash que representa a Suecia. En agosto de 2002 alcanzó el puesto 121 del mundo en el circuito internacional, su mejor ranking. Es campeona de Suecia en 2002.

## Biografía
Sus padres se interesaron por el squash durante el auge de este deporte a finales de los años 1970 y principios de los 1980. Se engancharon tanto que se convirtieron en copropietarios de la sala de squash Borås. Luego ganó el campeonato sueco sub-17. Luego estudió tres años en la Universidad de Londres para poder compaginar estudios y squash. Es escritora y periodista y también escribe discursos para los primeros ministros Göran Persson y Mona Sahlin.